# Сен-Мартен-дю-Тертр (Валь-д’Уаз)
Сен-Мартен-дю-Тертр (фр. Saint-Martin-du-Tertre) — муниципалитет во Франции, в регионе Иль-де-Франс, департамент Валь-д'Уаз. Население — 2395 человек (2006).
Муниципалитет расположен на расстоянии около 28 км севернее Парижа, 23 км восточнее Сержи.

## Демография
Динамика населения (Cassini и INSEE):

## Экономика
В 2010 году в муниципалитете числилось 964 налогооблагаемых домохозяйств, в которых проживали 2559,5 лиц, медиана доходов выносила 23 176 евро на одного потребителя.